# Ophiraphidites tortuosus
Ophiraphidites tortuosus är en svampdjursart som beskrevs av Carter 1876. Ophiraphidites tortuosus ingår i släktet Ophiraphidites och familjen Axinellidae. Inga underarter finns listade i Catalogue of Life.